# Les Libellules
Les Libellules sont une cité composée de logements sociaux qui sont situés à Châtelaine, à Vernier, dans le canton de Genève, en Suisse.

## Géographie
La cité se trouve entre l’avenue de l’Ain et le siège des Services industriels de Genève.

L'édifice phare du secteur est la barre des Libellules. La cité est toutefois également composée des bâtiments de l'avenue des Libellules 18-21 et de la tour de la route de l'Usine-à-Gaz.

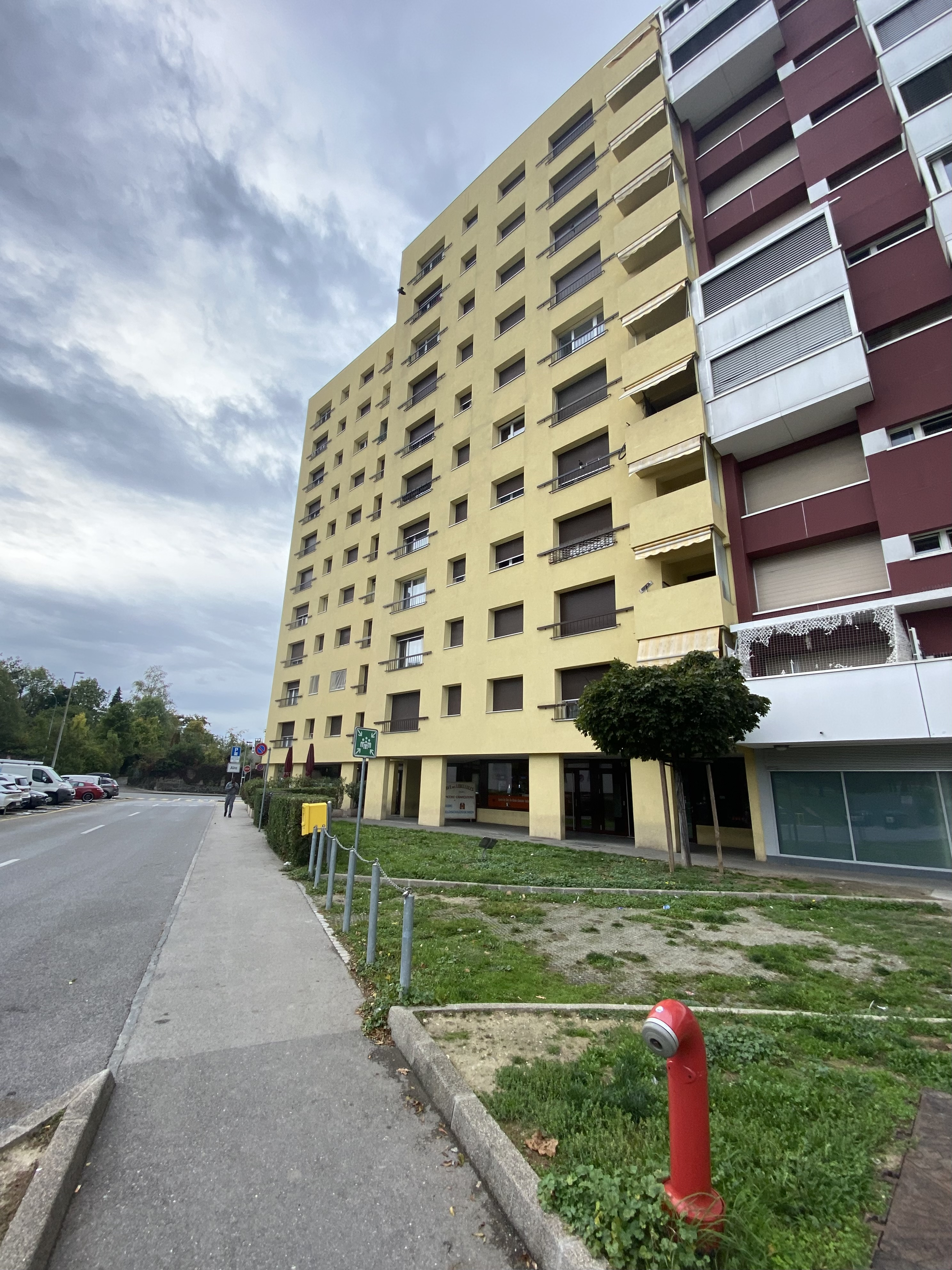
Deux des quatre bâtiments de l'avenue des Libellules 18-21.
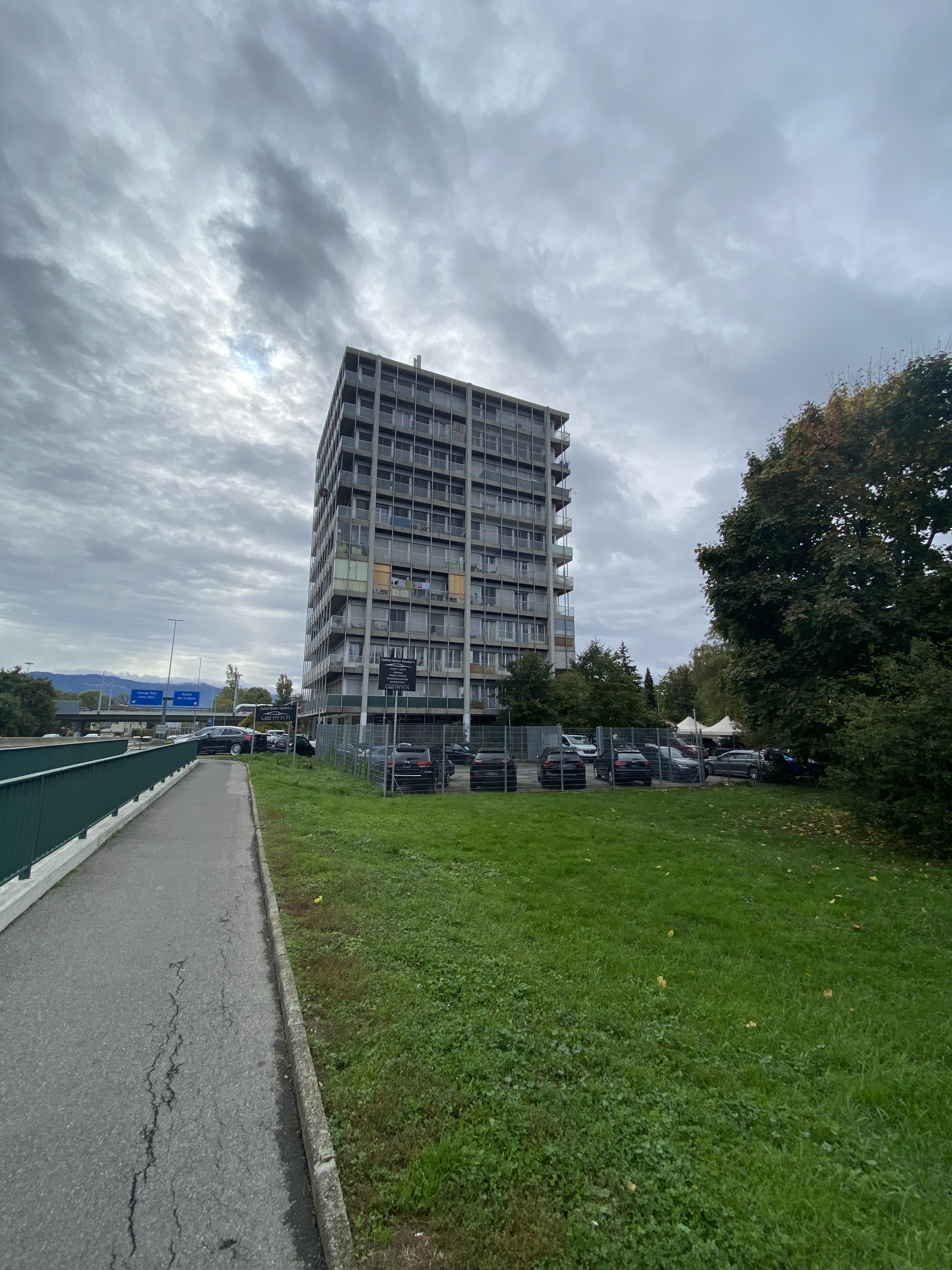
Tour de la route de l'Usine-à-Gaz.

## Histoire
La cité correspondait avant au lieu-dit les Grands-Prés. Il s’agissait d’un milieu rural. La barre des Libellules est inaugurée en 1968.

## Difficultés socio-économiques
Les Libellules sont une des zones les plus précaires du canton. Des progrès ont néanmoins été faits au cours des dernières années.